# 武藤孝幸
武藤 孝幸（むとう たかゆき、1992年1月24日 - ）は、日本の投資家、資産家、著作家、起業家。株式会社VisionCreatorの代表取締役を務める。

## 略歴
東京都出身。早稲田実業学校高等部を経て、早稲田大学社会科学部を卒業。。
新卒で三井住友信託銀行に入社し、資産運用コンサルティングに従事。退職後、株式会社VisionCreatorを設立し、大学生向けの就活支援事業などを展開。
28歳で純資産1.5億円を築き、2025年時点では総資産10億円規模とされる。

## 投資活動
米国株のオプション取引を中核とした投資戦略を展開しており、独自の資産形成理論を基にした教育事業も展開している。

## 教育・講演活動
マネーリテラシー向上を目的とした教育プログラムやセミナーを主催しており、サクソバンク証券との共催セミナーなどで講師として登壇。

## 著書
- 『史上最強の内定獲得術』（秀和システム）ISBN 978-4798060965
- 『日本人の90％が知らない 高速資産形成術』（ビーパブリッシング）ISBN 978-4910837208
- 『死ぬときに後悔しないための幸せなお金の貯め方・稼ぎ方・使い方』（ビーパブリッシング）ISBN 978-4910837024